# Radimov
Radimov (em húngaro: Radimó) é um município da Eslováquia, situado no distrito de Skalica, na região de Trnava. Tem 12,92 km² de área e sua população em 2018 foi estimada em 561 habitantes.

## Demografia
| Ano:        | 1994 | 2004   | 2014   | 2024    |
| ----------- | ---- | ------ | ------ | ------- |
| Broj ljudi: | 591  | 576    | 574    | 507     |
| Razlika:    |      | -2,53% | -0,34% | -11,67% |

| Ano:               | 2023 | 2024   |
| ------------------ | ---- | ------ |
| Número de pessoas: | 493  | 507    |
| Diferença:         |      | +2,83% |